# ایزاک برودسکی
ایزاک ایزرائلویچ برودسکی (روسی: Исаак Израилевич Бродский؛ ۶ ژانویه ۱۸۸۴ [O.S. ۲۵ دسامبر ۱۸۸۳] – ۱۴ اوت ۱۹۳۹)، نقاش و هنرمند اهل شوروی بود. برودسکی برای آثار واقع‌گرای سوسیالیستی درباره انقلاب روسیه و جنگ داخلی روسیه شناخته شده‌است.
او اولین نقاشی است که برندهٔ نشان لنین شده‌است.